# Hamma
|  | Per a altres significats, vegeu «El Hamma». |

Hamma és un nucli de la ciutat de Heringen al districte de Nordhausen a Turíngia a Alemanya. El 31 de desembre de 2009 tenia 294 habitants.
Es troba a la vall del Zorge i de l'Helme.

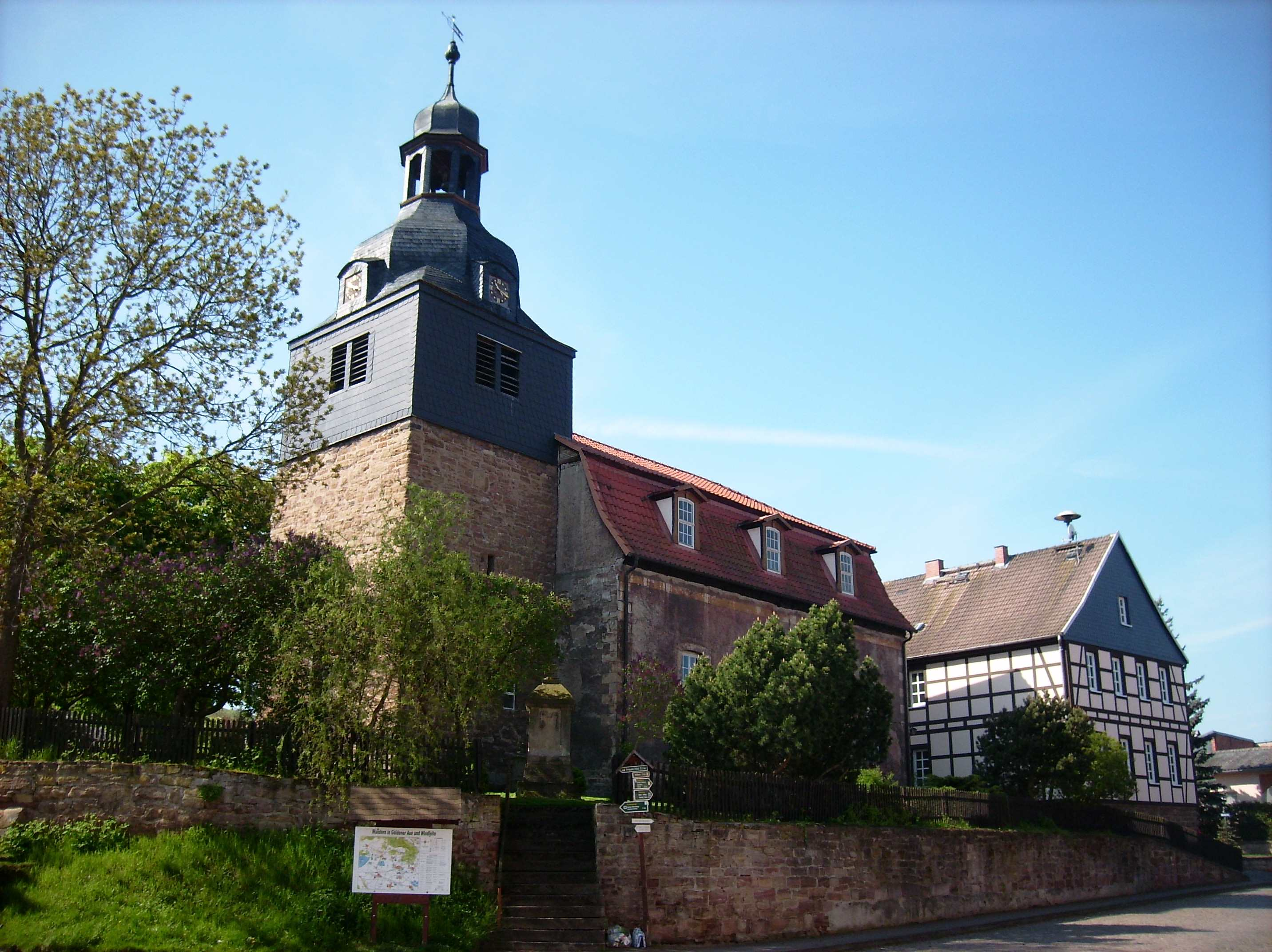
Església d'Hamma i casal d'entramat de fusta

## Municipi agermanat
- Hammah (Baixa Saxònia)